# Defezione
La defezione è l'atto del venire meno al proprio impegno di lealtà verso uno Stato oppure un ente politico a favore di un altro. Il termine ha origine latina: «de» (allontanamento) e «facere» (agire, fare). Chi compie una defezione è spesso indicato come  transfuga,  disertore o  traditore.
La defezione è spesso compiuta in maniera illegale rispetto alle leggi della nazione o dell'organizzazione politica abbandonata. Da questo punto di vista la defezione è diversa dal semplice cambiamento di cittadinanza che solitamente non contravviene alle leggi di nessuna nazione.
Durante la Guerra fredda chi fuggiva dal blocco orientale verso l'Occidente era qualificato più spesso come transfuga che come disertore o traditore (almeno in Occidente). Si registrarono anche alcuni casi di occidentali che scelsero l'Est. Fra i più celebri si ricorda il fisico italiano Bruno Pontecorvo che nel 1950 scelse liberamente di trasferirsi in Unione Sovietica e Kim Philby, funzionario britannico che spiava per conto del KGB, che invece scappò nel medesimo Stato quando stava per essere scoperto (1963).
L'economista tedesco Albert O. Hirschman dedica al tema politico della defezione diverse parti del suo libro Lealtà, defezione, protesta (Exit, Voice, and Loyalty).